# Richard Klatt
Richard Klatt (Estados Unidos, 1951) es un nadador estadounidense retirado especializado en pruebas de estilo libre media distancia, donde consiguió ser campeón mundial en 1973 en los 4x200 metros estilo libre.

## Carrera deportiva
En el Campeonato Mundial de Natación de 1973 celebrado en Belgrado (Yugoslavia), ganó la medalla de oro en los relevos de 4x200 metros estilo libre, con un tiempo de 7:33.22 segundos que fue récord del mundo, por delante de Australia (plata con 7:43.65 segundos) y Alemania del Oeste (bronce con 7:43.68 segundos).